# أحمد توفيق باشا
أحمد توفيق باشا (1845 - 1936) سياسي عثماني كان آخر من شغل منصب الصدر الأعظم عام 1922، ولد في إسطنبول يوم 11 فبراير 1845 وتوفي فيها يوم 8 أكتوبر 1936. إلى جانب شغله منصب الصدر الأعظم لثلاث مرات، وهي ثاني أعلى وظيفة في الدولة العثمانية بعد السلطان، شغل عددًا من المناصب الهامة فكان وزير الخارجية العثمانية لأربعة عشر عامًا خلال سلطنة عبد الحميد الثاني ومحمد السادس، وقد دام مجموع صدارته سنتين وأربع أشهر وتسعًا وعشرين يومًا.

## النشأة
تعود جذور أسرة أحمد توفيق باشا إلى التتار القادمين من القرم، ومن المنحدرين من ذرية الصدر الأعظم السابق إسماعيل حقي باشا. والده إسماعيل باشا كان فريقًا في الجيش العثماني. كوالده انخرط أحمد توفيق باشا في السلك العسكري حتى وصل إلى رتبة ملازم ثان، ولكن بسبب انتكاسات صحيّة خرج من السلك العسكرية انحرط في دائرة الترجمة العسكرية، ثم تحوّل عام 1872 إلى وزارة الخارجية العثمانية وعيّن سفيرًا للدولة العثمانية في إيطاليا و‌النمسا و‌روسيا ثم القائم بأعمال السفارة العثمانية في اليونان، وأخيرًا سفيرًا في برلين لمدة عشر سنوات بدءًا من 1885، وهناك تزوج وأنجب خمسة أطفال.
بعد عودته من برلين عام 1895 عينه عبد الحميد الثاني وزيرًا لخارجية الدولة العثمانية، وقد استمر في المنصب حتى 1908، ثم تم تعيينه عضوًا في مجلس الأعيان العثماني بعد الانقلاب الدستوري لعام 1908 والذي كان يهدف إلى تحويل الدولة العثمانية إلى ملكية دستورية.

## صدارته العظمى

### الصدارة الأولى
عينّ صدرًا أعظم في 13 أبريل، بعد استقالة حسين حلمي باشا بداعي التقدم في السن وقد تداول اسمه كخليفة له منذ 31 مارس، خلال اضطرابات أمنية شهدتها عدد من مناطق الأناضول، وقد طلب منه الخليفة تشكيل حكومة تتألف من شخصيات معتدلة ومحايدة من أعيان إسطنبول وأضنة. حاولت الحكومة منع حوادث العنف التي أخذت بالتنامي، واقترحت إدخال الجيش لمنع تفاقم العنف في إسطنبول، لكن الحكومة فشلت في ذلك، فطلب منه السلطان تقديم استقالته، وأعاد عهدة الصدارة إلى حسين حلمي باشا. وبعد أن استقال عينّ سفيرًا في لندن عام 1911 وقضى بها حتى 1914 حين اندلعت الحرب العالمية الأولى وما رافقها من سحب للسفير العثماني فيها.

### الصدارة الثانية

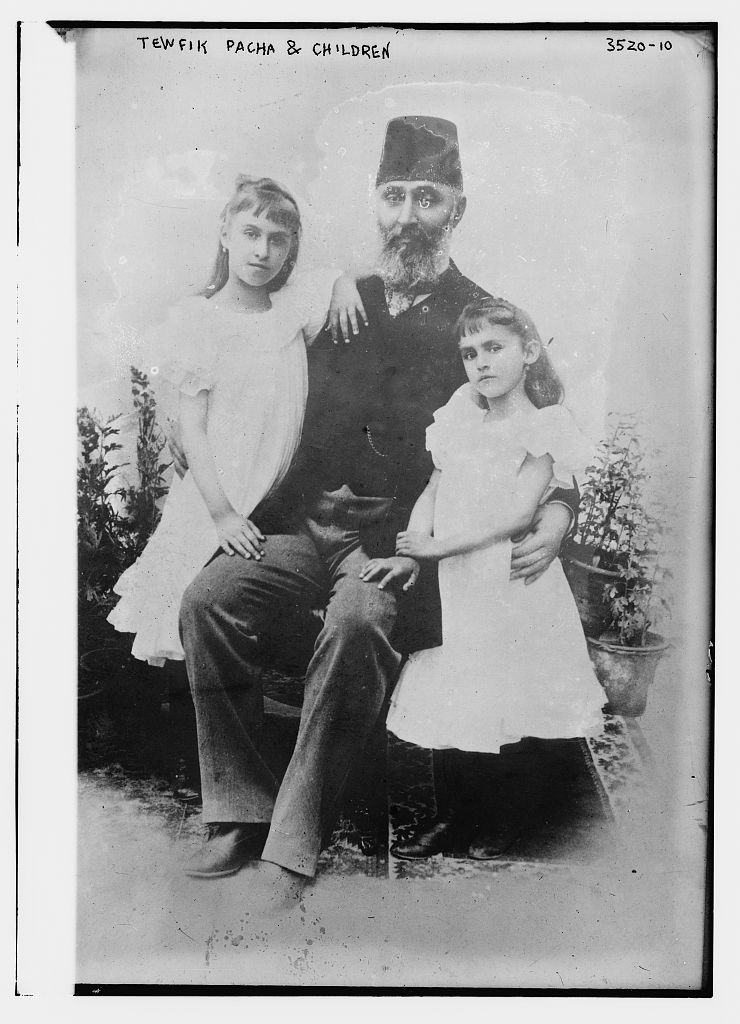
أحمد توفيف باشا مع طفلتيه.

بعد انسحاب الدولة العثمانية من الحرب العالمية الأولى وتوقيعها هدنة مودروس قدم أحمد عزت باشا الصدر الأعظم استقالته، فكلف أحمد توفيق باشا مهام الصدارة للمرة الثانية، في 11 نوفمبر 1918. في اليوم الثاني من تعيينه، لم يحترم الحلفاء الهدنة، بل قامت أساطيل بحرية بالدخول إلى إسطنبول. ما شكل استياءً عارمًا لدى السلطان محمد السادس. وفي الأيام التالية، دخل الحلفاء إسطنبول نفسها وأعلنوا حل الحكومة والبرلمان ثم أعيد توفيق باشا في 12 يناير ليزاول مهامه كصدر أعظم، ولكن قوات الحلفاء رفضت تعيينه من قبل السلطان وألحت عليه لإقالته، فطلب السلطان منه تقديم الاستقالة مع حكومته، فاستقال في 3 مارس 1919، ولم يمض على صدارته الثانية سوى أقل من ثلاثة أشهر.
خلال مؤتمر باريس للسلام الذي انعقد بعد نهاية الحرب العالمية الأولى ترأس الوفد العثماني، ووصل باريس في 22 أبريل 1920، وقد أفاد أن الظروف التي رافقت المؤتمر والمفاوضات التي جرت كانت قاسية جدًا، وسعى إلى تخفيف الشروط الموضوعة على الدولة العثمانية لكنه فشل في ذلك، وعاد يوم 11 يونيو 1920، وقد أرسلت الدولة وفدًا آخر برئاسة فريد باشا، وافق على شروط المؤتمر ووقع على معاهدة سيفر.

### صدارته الثالثة
في 21 أكتوبر 1920 عينّ صدرًا أعظم للمرة الثالثة، وهي أطول مدة مكث بها في الصدارة إذ جاوزت السنتين، لكنها كانت فترة احتضار الدولة العثمانية بعد اقتصار حدودها على إسطنبول ومناطق أخرى في تركيا، بينما تشكلت حكومة ثانية في أنقرة برئاسة مصطفى كمال أتاتورك. وقد قاد مفاوضات مع حكومة أنقرة لمحاولة الوصول إلى حل وسط، لكن المفاوضات فشلت. وبعد إعلان النظام الجمهوري في البلاد وإلغاء السلطنة، قدّم استقالته في 4 نوفمبر 1922، كما أعلن التنحي عن العمل السياسي لكنه رفض مغادرة البلاد.

## وفاته
في 8 أكتوبر 1936 توفي أحمد توفيق باشا في حي بشكطاش ودفن في إسطنبول. ولم يتعرض لأي مساءلة قانونية، وكان بعد صدور قانون 1934 الناظم لأسماء العائلات التركية قد تحول اسم عائلته إلى «أوكادي». نشر حفيده شفيق أوكادي في عام 1986 كتابًا يؤرخ لسيرته تحت اسم «أحمد توفيق باشا، الصدر الأعظم جدي».